# 南早紀
南早紀（日语：／ Minami Saki，1994年11月19日—）是日本女性聲優，大分縣中津市出身。VOICE KIT所屬，81 Produce前所屬。專門學校東京廣播學院傳播配音科畢業。

## 人物
2013年8月獲得第7回81試鏡會優秀賞。同時獲得賞、BS11賞。
2015年4月開始加入81 Produce。
2024年5月31日，宣布從81 Produce退所，成為自由身。
2025年1月31日，X官方個人透過宣布，同年2月1日加入VOICE KIT所属。

## 演出作品
※粗體字為主要角色。

### 電視動畫
2015年
- 偶像學園（新生）
- 卡片戰鬥先導者G（一般參加者）
- 輕鬆百合 夏日時光！+（女學生）
- 輕鬆百合3☆High！（女學生）

2016年
- 春&夏事件簿～春太與千夏的青春～（車內廣播）
- 偶像學園STARS！（英子）
- 境界之輪迴 第2期（女學生幽靈）
- 制約之絆（女學生）
- ReLIFE（女學生、語音導覽）
- 小貓奇奇 毛絨絨大冒險（小孩B）

2017年
- BanG Dream!（大湖里實）
- DRIVE HEAD 救援特警隊（勝彥、望美、真紀）
- 卡片戰鬥先導者G NEXT（女僕）
- URAHARA（加油聲）

2018年
- 星光頻道（母、姬子）

2019年
- 八月的棒球甜心（野崎夕姬[7]）
- 美妙射擊部（姪濱繪里香[8]）

2020年
- number24
- ARGONAVIS from BanG Dream!（櫃台店員）
- 白貓 Project ZERO CHRONICLE
- Lapis Re:Lights ～這個世界的偶像會用魔法～（學生）

2021年
- 麵包超人

2022年
- 女學。Ⅱ 〜Lucky Stars〜
- 決鬥大師WIN（2022年 - 2024年）

2023年
- 火線先鋒大吾（高橋ひかる）

- 偶像大師 百萬人演唱會！（白石紬）

### 遊戲
2015年
- 危險戀情搜查室〜Eternal Happiness〜（妮娜·托爾奇亞）
- 戰國姬譚MURAMASA-雅-（小堀政一、戶川達安、大久保長安）

2016年
- 我的魔塔～超越傳說無盡之塔～（陸上幫浦、墨壺）
- 逆轉奧賽羅尼亞（艾爾瑪蒂）
- Chronos Blade（瑪麗安朵涅特）
- 新約Arcana Slayer（12的禁忌克蕾雅蕾、 菲利亞、墮入戀愛的公主 芙蕾德利卡）
- （小島汐里）
- 夜幕射手（奧羅拉、凱西）
- Battleship Girl -鋼鐵少女-（如月）

2017年
- 八月的棒球甜心（野崎夕姬[9]）
- 英雄歌謠！（西宮彩[10]）
- 偶像大師 百萬人演唱會！劇場時光（白石紬[11]）

2018年
- 天華百劍-斬-（三鱗紋兼若）

2020年
- 閃耀幻想曲（稻葉兔和[12]）
- Action對魔忍（艾蜜莉・西蒙斯）

### 電台廣播
- のむこがみなみ（2020年 - 、音泉※）[13] - まつ毛バサ美名義

## 音樂CD

### 角色歌
| 發售日   | 商品名稱                                                          | 演唱名義                                                                                                   | 歌曲                                              | 備註                                                           |
| 2017年   | 2017年                                                            | 2017年 | 2017年                                            | 2017年                                                         |
| -------- | ----------------------------------------------------------------- | --- | ------------------------------------------------- | -------------------------------------------------------------- |
| 7月26日  | THE IDOLM@STER MILLION THE@TER GENERATION 01 Brand New Theater!   | 765 MILLION ALLSTARS                                                                                       | 「Brand New Theater!」                            | 遊戲《偶像大師 百萬人演唱會！劇場時光》主題曲                  |
| 7月26日  | THE IDOLM@STER MILLION THE@TER GENERATION 01 Brand New Theater!   | 765 MILLION ALLSTARS                                                                                       | 「Dreaming!」                                     | 遊戲《偶像大師 百萬人演唱會！劇場時光》相關歌曲                |
| 8月23日  | THE IDOLM@STER MILLION LIVE! M@STER SPARKLE 01                    | 白石紬（南早紀）                                                                                           | 「」                                              | 遊戲《偶像大師 百萬人演唱會！劇場時光》相關歌曲                |
| 11月22日 | THE IDOLM@STER MILLION THE@TER GENERATION 02 Fairy Stars          | Fairy Stars                                                                                                | 「」                                              | 遊戲《偶像大師 百萬人演唱會！劇場時光》相關歌曲                |
| 11月22日 | THE IDOLM@STER MILLION THE@TER GENERATION 02 Fairy Stars          | Fairy Stars                                                                                                | 「Brand New Theater!」                            | 遊戲《偶像大師 百萬人演唱會！劇場時光》相關歌曲                |
| 2018年   |                                                                   | |                                                   |                                                                |
| 4月4日   | THE IDOLM@STER MILLION LIVE! M@STER SPARKLE 08                    | 765 MILLION ALLSTARS                                                                                       | 「Brand New Theater!」                            | 遊戲《偶像大師 百萬人演唱會！劇場時光》相關歌曲                |
| 5月30日  | THE IDOLM@STER MILLION THE@TER GENERATION 08 EScape               | EScape | 「Melty Fantasia」 「I.D 〜EScape from Utopia〜」 | 遊戲《偶像大師 百萬人演唱會！劇場時光》相關歌曲                |
| 6月2日   | THE IDOLM@STER LIVE THE@TER SOLO COLLECTION 06 Fairy Stars        | 白石紬（南早紀）                                                                                           | 「」                                              | 遊戲《偶像大師 百萬人演唱會！劇場時光》相關歌曲                |
| 8月19日  |                                                                   | 有原翼（西田望見）、東雲龍（近藤玲奈）、野崎夕姬（南早紀）、河北智惠（井上穗乃花）                         | 「」 「」 「」 「」                               | 遊戲《八月的棒球甜心》相關歌曲                                 |
| 8月19日  | 「世界でいちばん熱い夏」                                          | 有原翼（西田望見）、東雲龍（近藤玲奈）、野崎夕姬（南早紀）、河北智惠（井上穗乃花）                         | 遊戲《八月的棒球甜心》主題曲                      |                                                                |
| 8月29日  | THE IDOLM@STER MILLION THE@TER GENERATION 11 UNION!!              | 765 MILLION ALLSTARS                                                                                       | 「UNION!!」 「Welcome!!」                         | 遊戲《偶像大師 百萬人演唱會！劇場時光》相關歌曲                |
| 10月31日 | 偶像大師 百萬人演唱會！劇場時光 Brand New Song 第一卷特裝版特典CD | 白石紬（南早紀）                                                                                           | 「 Live Sound ver.」                              | 漫畫《偶像大師 百萬人演唱會！劇場時光 Brand New Song》相關歌曲 |
| 11月28日 | THE IDOLM@STER THE@TER BOOST 03                                   | 田中琴葉（種田梨沙）、周防桃子（渡部惠子）、馬場木實（高橋未奈美）、真壁瑞希（阿部里果）、白石紬（南早紀） | 「」 「DIAMOND DAYS」                             | 遊戲《偶像大師 百萬人演唱會！劇場時光》相關歌曲                |
| 2019年   |                                                                   | |                                                   |                                                                |
| 2月28日  | brave HARMONY（Brand New Ver.）                                   | BlueMoon Harmony                                                                                           | 「brave HARMONY（Brand New Ver.）」               | 遊戲《偶像大師 百萬人演唱會！劇場時光》相關歌曲                |
| 4月6日   |                                                                   | 有原翼（西田望見）、東雲龍（近藤玲奈）、野崎夕姬（南早紀）、河北智惠（井上穗乃花）                         | 「」 「」                                         | 遊戲《八月的棒球甜心》相關歌曲                                 |
| 4月26日  | THE IDOLM@STER THE@TER SOLO COLLECTION 07 FAIRY STARS             | 白石紬（南早紀）                                                                                           | 「I.D 〜EScape from Utopia〜」                    | 遊戲《偶像大師 百萬人演唱會！劇場時光》相關歌曲                |
| 6月27日  | 偶像大師 百萬人演唱會！Blooming Clover 第5卷限定版 原創CD         | 野野原茜（小笠原早紀）、白石紬（南早紀）                                                                   | 「」                                              | 漫畫《偶像大師 百萬人演唱會！Blooming Clover》相關歌曲         |
| 7月24日  | THE IDOLM@STER MILLION THE@TER WAVE 01 Flyers!!!                  | 765 MILLION ALLSTARS                                                                                       | 「Flyers!!!」                                     | 遊戲《偶像大師 百萬人演唱會！劇場時光》相關歌曲                |
| 7月24日  | THE IDOLM@STER MILLION THE@TER WAVE 01 Flyers!!!                  | ジェネシス×ネメシス                                                                                        | 「Justice OR Voice」                              | 遊戲《偶像大師 百萬人演唱會！劇場時光》相關歌曲                |
| 8月9日   |                                                                   | 有原翼（西田望見）、東雲龍（近藤玲奈）、野崎夕姬（南早紀）、河北智惠（井上穗乃花）                         | 「」                                              | 電視動畫《八月的棒球甜心》片尾曲                               |
| 8月9日   | 「」「浪漫飛行」                                                  | 有原翼（西田望見）、東雲龍（近藤玲奈）、野崎夕姬（南早紀）、河北智惠（井上穗乃花）                         | 電視動畫《八月的棒球甜心》相關歌曲                |                                                                |
| 8月9日   | 東雲龍（近藤玲奈）、野崎夕姬（南早紀）                            | 「My Revolution」                                                                                          | 電視動畫《八月的棒球甜心》相關歌曲                |                                                                |
| 8月9日   | GO! GO!4!!!!/Bright day, Stand up!                                | Rifling 4                                                                                                  | 「GO! GO!4!!!!」                                  | 電視動畫《八月的棒球甜心》插入曲                               |
| 8月9日   | GO! GO!4!!!!/Bright day, Stand up!                                | Rifling 4                                                                                                  | 「Bright day, Stand up!」                         | 電視動畫《八月的棒球甜心》相關歌曲                             |
| 10月23日 | Let's go!4!!!!                                                    | Rifling 4                                                                                                  | 「Let's go!4!!!!」                                | 電視動畫《美妙射擊部》主題曲                                   |
| 10月23日 | Let's go!4!!!!                                                    | Rifling 4                                                                                                  | 「BANG! BANG! BANG!」                             | 電視動畫《美妙射擊部》相關歌曲                                 |
| 11月6日  |                                                                   | Rifling 4                                                                                                  | 「」                                              | 電視動畫《美妙射擊部》片尾曲                                   |
| 11月6日  | 「4SHOOTERS!!」                                                   | Rifling 4                                                                                                  | 電視動畫《美妙射擊部》相關歌曲                    |                                                                |
| 12月4日  | GO! GO! Music vol.1                                               | Rifling 4                                                                                                  | 「BiRiRi×SENSATION」 「Get started.」             | 電視動畫《美妙射擊部》插入曲                                   |
| 12月18日 | 八月的棒球甜心 BD第四卷特典CD                                     | 野崎夕姬（南早紀）                                                                                         | 「。」                                            | 電視動畫《八月的棒球甜心》相關歌曲                             |
| 2020年   |                                                                   | |                                                   |                                                                |
| 1月15日  | GO! GO! Music vol.2                                               | Rifling 4                                                                                                  | 「higher and higher!」 「Shangri-la」             | 電視動畫《美妙射擊部》插入曲                                   |
| 1月15日  | GO! GO! Music vol.2                                               | 姪濱繪里香（南早紀）                                                                                       | 「GET TO THE TOP」                                | 電視動畫《美妙射擊部》相關歌曲                                 |
| 2月26日  | THE IDOLM@STER MILLION THE@TER WAVE 06 花咲夜                     | 花咲夜 | 「」 「」                                         | 遊戲《偶像大師 百萬人演唱會！劇場時光》相關歌曲                |
| 3月27日  | 美妙射擊部 BD第2卷特典CD                                          | 姪濱繪里香（南早紀）                                                                                       | 「Let's go!4!!!!」 「」                           | 電視動畫《美妙射擊部》相關歌曲                                 |
| 4月5日   |                                                                   | 有原翼（西田望見）、東雲龍（近藤玲奈）、野崎夕姬（南早紀）、河北智惠（井上穗乃花）                         | 「」 「」                                         | 遊戲《八月的棒球甜心》相關歌曲                                 |
| 8月26日  | THE IDOLM@STER MILLION THE@TER WAVE 10 Glow Map                   | 765 MILLION ALLSTARS                                                                                       | 「Glow Map」                                      | 遊戲《偶像大師 百萬人演唱會！劇場時光》相關歌曲                |
| 8月26日  | THE IDOLM@STER MILLION THE@TER WAVE 10 Glow Map                   | 白石紬（南早紀）                                                                                           | 「」                                              | 遊戲《偶像大師 百萬人演唱會！劇場時光》相關歌曲                |

### 组合成员
1. ↑  天海春香（中村繪里子）、如月千早（今井麻美）、星井美希（長谷川明子）、萩原雪步（淺倉杏美）、高槻彌生（仁後真耶子）、菊地真（平田宏美）、水瀨伊織（釘宮理惠）、四條貴音（原由實）、秋月律子（若林直美）、三浦梓（高橋智秋）、雙海亞美／真美（下田麻美）、我那霸響（沼倉愛美）、春日未來（山崎遙）、最上靜香（田所梓）、伊吹翼（Machico）、島原艾琳娜（角元明日香）、佐竹美奈子（大關英里）、所惠美（藤井幸代）、德川茉莉（諏訪彩花）、箱崎星梨花（麻倉桃）、野野原茜（小笠原早紀）、望月杏奈（夏川椎菜）、ROCO（中村溫姬）、七尾百合子（伊藤美來）、高山紗代子（駒形友梨）、松田亞利沙（村川梨衣）、高坂海美（上田麗奈）、中谷育（原嶋燈）、天空橋朋花（小岩井小鳥）、艾蜜莉·司徒亞特（郁原由宇）、北澤志保（雨宫天）、舞濱步（戶田惠）、木下日向（田村奈央）、矢吹可奈（木戶衣吹）、橫山奈緒（渡部優衣）、二階堂千鶴（野村香菜子）、馬場木實（高橋未奈美）、大神環（稻川英里）、豐川風花（末柄里惠）、宮尾美也（桐谷蝶蝶）、福田法子（濱崎奈奈）、真壁瑞希（阿部里果）、篠宮可憐（近藤唯）、百瀨莉緒（山口立花子）、永吉昴（齊藤佑圭）、北上麗花（平山笑美）、周防桃子（渡部惠子）、茱莉亞（愛美）、白石紬（南早紀）、櫻守歌織（香里有佐）
2. 1 2 3 4 5  天海春香（中村繪里子）、如月千早（今井麻美）、星井美希（長谷川明子）、萩原雪步（淺倉杏美）、高槻彌生（仁後真耶子）、菊地真（平田宏美）、水瀨伊織（釘宮理惠）、四條貴音（原由實）、秋月律子（若林直美）、三浦梓（高橋智秋）、雙海亞美／真美（下田麻美）、我那霸響（沼倉愛美）、春日未來（山崎遙）、最上靜香（田所梓）、伊吹翼（Machico）、田中琴葉（種田梨沙）、島原艾琳娜（角元明日香）、佐竹美奈子（大關英里）、所惠美（藤井幸代）、德川茉莉（諏訪彩花）、箱崎星梨花（麻倉桃）、野野原茜（小笠原早紀）、望月杏奈（夏川椎菜）、ROCO（中村溫姬）、七尾百合子（伊藤美來）、高山紗代子（駒形友梨）、松田亞利沙（村川梨衣）、高坂海美（上田麗奈）、中谷育（原嶋燈）、天空橋朋花（小岩井小鳥）、艾蜜莉·司徒亞特（郁原由宇）、北澤志保（雨宫天）、舞濱步（戶田惠）、木下日向（田村奈央）、矢吹可奈（木戶衣吹）、橫山奈緒（渡部優衣）、二階堂千鶴（野村香菜子）、馬場木實（高橋未奈美）、大神環（稻川英里）、豐川風花（末柄里惠）、宮尾美也（桐谷蝶蝶）、福田法子（濱崎奈奈）、真壁瑞希（阿部里果）、篠宮可憐（近藤唯）、百瀨莉緒（山口立花子）、永吉昴（齊藤佑圭）、北上麗花（平山笑美）、周防桃子（渡部惠子）、茱莉亞（愛美）、白石紬（南早紀）、櫻守歌織（香里有佐）
3. ↑  最上靜香（田所梓）、白石紬（南早紀）、所惠美（藤井幸代）、茱莉亞（愛美）、北澤志保（雨宫天）
4. ↑  如月千早（今井麻美）、秋月律子（若林直美）、四條貴音（原由實）、水瀨伊織（釘宮理惠）、最上靜香（田所梓）、北澤志保（雨宫天）、茱莉亞（愛美）、白石紬（南早紀）、周防桃子（渡部惠子）、天空橋朋花（小岩井小鳥）、所惠美（藤井幸代）、永吉昴（齊藤佑圭）、二階堂千鶴（野村香菜子）、舞濱步（戶田惠）、真壁瑞希（阿部里果）、百瀨莉緒（山口立花子）、ROCO（中村溫姬）
5. ↑  真壁瑞希（阿部里果）、白石紬（南早紀）、北澤志保（雨宫天）
6. ↑  北上麗花（平山笑美）、篠宮可憐（近藤唯）、茱莉亞（愛美）、高山紗代子（駒形友梨）、天空橋朋花（小岩井小鳥）、所惠美（藤井幸代）、永吉昴（齊藤佑圭）、七尾百合子（伊藤美來）、二階堂千鶴（野村香菜子）、舞濱步（戶田惠）、真壁瑞希（阿部里果）、最上静香（田所梓）、白石紬（南早紀）
7. ↑  白石紬（南早紀）、櫻守歌織（香里有佐）、茱莉亞（愛美）、菊地真（平田宏美）、野野原茜（小笠原早紀）
8. 1 2  小倉光（Machico）、澀澤泉水（熊田茜音）、姪濱繪里香（南早紀）、五十嵐雪緒（八卷安奈）
9. ↑  艾蜜莉·司徒亞特（郁原由宇）、白石紬（南早紀）、天空橋朋花（小岩井小鳥）

## 外部連結
- 事務所官方簡歷 （页面存档备份，存于）（日語）
- 南早紀的X（前Twitter）（日語）